# Орден Церінгенського лева
Орден Церінгенського лева (нім. Orden vom Zähringer Löwen) — орден, нагорода Великого герцогства Баден. Був заснований 26 грудня 1812 року великим герцогом Баденським Карлом з Церінгенського дому для нагородження за воєнні та громадські заслуги.

## Ступені
Орден Церінгенського лева має наступні 5 ступенів:
- Великий Хрест Ордену (Großkreuz);
- Командора I ступеня (Kommandeur I. Klasse)
- Командора II ступеня (Kommandeur II. Klasse)
- Лицаря I ступеня (Ritterkreuz I. Klasse)
- Лицаря II ступеня (Ritterkreuz II. Klasse)